# Levon Khechoyan
Levon Khechoyan (en arménien : Լևոն Խեչոյան) (8 décembre 1955 - 8 janvier 2014) est un écrivain et romancier arménien.

## Biographie
Khechoyan est né dans le village de Baraleti, district d'Akhalkalaki, RSS de Géorgie. Depuis 1987, il vit et travaille à Hrazdan, en Arménie. En 1983, il est diplômé de l'Institut pédagogique d'État de Gyumri et obtient une maîtrise en philologie. Khechoyan a participé à la première guerre du Haut-Karabagh. 
Il commence à écrire à l'adolescence et son premier recueil de nouvelles, Arbres de l'Encens, est publié en 1991. Khechoyan est l'auteur du roman historique Le roi Arshak et l'Eunuque Drastamat. Plusieurs de ses œuvres sont traduites en russe, en anglais et en ukrainien. En 2000, il reçoit reçu le prix littéraire Gold Reed pour son livre « Livre noir, gros bug ».
En 2013, il refuse d'accepter la médaille pour services rendus à la patrie décernée par le président Serzh Sargsyan en signe de protestation contre la situation socio-économique et politique du pays.